# Unión de Uniones de Agricultores y Ganaderos
La Unión de Uniones de Agricultores y Ganaderos es una de las organizaciones profesionales agrarias (OPAS) de España, más conocidas como sindicatos agrarios. Según sus fines estatutarios, Unión de Uniones representa a aquellos agricultores y ganaderos que ejercen su actividad agropecuaria de forma profesional, bajo unos principios de independencia de cualquier grupo de presión, democracia, unidad y pluralidad, profesionalidad y de progreso social.
A pesar de que en 2014 se presentó una ley a las Cortes que permitiera llevar a cabo la medición de la representatividad real de las organizaciones agrarias a nivel estatal (Ley 12/2014, de 9 de julio, por la que se regula el procedimiento para la determinación de la representatividad de las organizaciones profesionales agrarias y se crea el Consejo Agrario), este proceso no se ha llevado a cabo por la no aplicación de la legislación por parte de los distintos gobiernos. Sin embargo, si se tiene en cuenta los procesos de medición de representatividad realizados en algunas Comunidades Autónomas (Castilla y León 2018, Comunidad de Madrid 2019, Cataluña 2021 y Extremadura 2022), que concentran en torno al 28% del censo electoral agrario estatal, la representatividad resultante arrojaría los siguientes resultados: ASAJA alcanzaría el 38,73%, seguida de cerca por Unión de Uniones de Agricultores y Ganaderos con un 30,14%, y a mayor distancia de UPA 15,84% y COAG 15,00%.
Unión de Uniones, por libre
La Unión de Uniones de Agricultores y Ganaderos surge como una escisión de otros movimientos y, por tanto, también es bastante plural en su ideología. El Ministerio de Agricultura no los reconoce como una de las grandes y, por tanto, no se sientan en la mesa negociadora como sí lo hacen Asaja, COAG o UPA. Esto provoca que Unión de Uniones se salga de la línea oficialista y estos dos últimos días, aprovechando la oportunidad de dejarse ver, han sido la principal asociación organizada que ha secundado las protestas. 
Luis Cortés Isidro, coordinador estatal de la Unión de Uniones
Su coordinador estatal, Luis Cortés, declara que ellos tienen su “calendario propio de movilizaciones. Lo que han hecho antes es “calentar motores”. Cortés resalta que apoyan “todas las reivindicaciones de las manifestaciones espontáneas, siempre que estén directamente relacionadas con el ámbito rural”. De esta forma, se desmarca de la cancelación de la Agenda 2030 o la Ley de Bienestar Animal, algunas de las causas de Vox que otros interlocutores han tratado de colar en el debate. 
Luis Cortés afirma que su organización es “plural” y que su nexo de unión es “defender el sector desde un ámbito profesional”. Él mismo se considera un liberal, “votante de partidos que después se hunden, como la UCD o Ciudadanos”, y defensor de “menos impuestos”. Hace una década acumuló tres condenas por diferentes fraudes administrativos que le llevaron a pasar por prisión.

## Historia
En el año 2008 varias organizaciones agrarias de ámbito regional consideraron abandonar la coordinadora COAG en la que se encontraban hasta ese momento, debido a su descontento con el funcionamiento de la misma y a no sentirse representados conforme a los principios de independencia, democracia, pluralidad y profesionalidad que consideraban que debieran inspirarla.
Así, en un primer momento tras su salida se constituyeron como un grupo independiente de opinión, denominándose como “La Unión”. Posteriormente, se producen contactos y acercamientos con otras asociaciones y grupos de agricultores y ganaderos en similares circunstancias y objetivos coincidentes, que derivan en la constitución de la organización profesional agraria de ámbito estatal Unión de Uniones de Agricultores y Ganaderos. Esta se crea como instrumento al servicio de los agricultores y ganaderos y otros colectivos del medio rural para, en representación de los mismos, trasladar sus inquietudes y problemas y contribuir a su solución por medio de la interlocución institucional con las Administraciones Públicas, como el Ministerio de Agricultura, Pesca y Alimentación, así como entidades privadas.

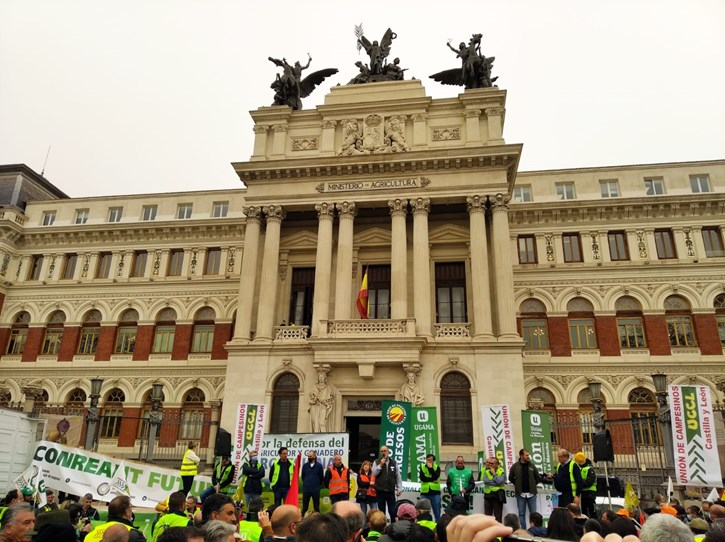
15 03 2022. Manifestación frente al MAPA. Precios dignos, inputs asequibles, PAC Justa y Democracia

En aquel momento integran la Unión de Uniones como organizaciones fundadoras la Unió de Pagesos, Unió de Llauradors i Ramaders, Unión de Campesinos de Castilla y León, La Unión de Extremadura, Plataforma Agraria Libre de Canarias, y Unión de Agricultores Ganaderos y Silvicultores de la Comunidad de Madrid. Pese a su constitución en 2008, algunas de las entidades que impulsaron el proyecto son una referencia histórica en sus territorios en el ámbito del sindicalismo agrario, con más de 30 años de lucha en la defensa de los intereses profesionales de los agricultores y ganaderos. Desde entonces, y hasta ahora, nuevos movimientos reivindicativos de agricultores y ganaderos han considerado que la Unión de Uniones respondía a sus expectativas de órgano de representación y prestación de servicios, habiéndose producido nuevas incorporaciones a la organización, situándola, a día de hoy, en una de las principales organizaciones profesionales agrarias de ámbito estatal.

## Referencias

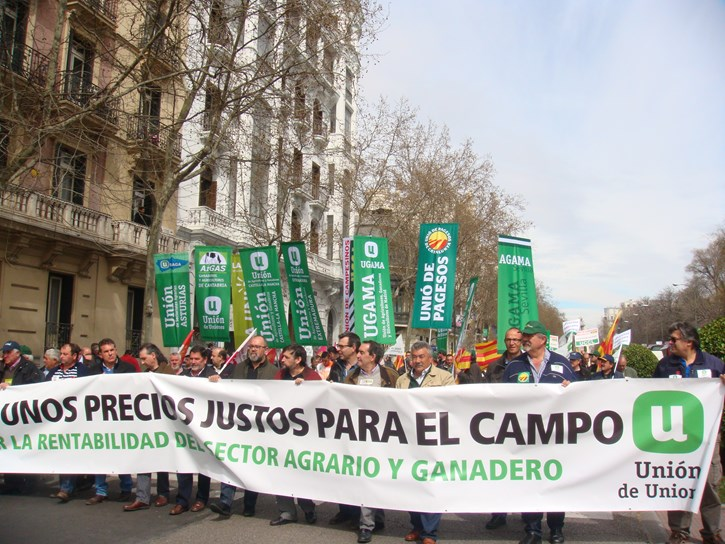
26 03 2015. Manifestación Madrid (MAPA). Por la rentabilidad del sector agrícola y ganadero

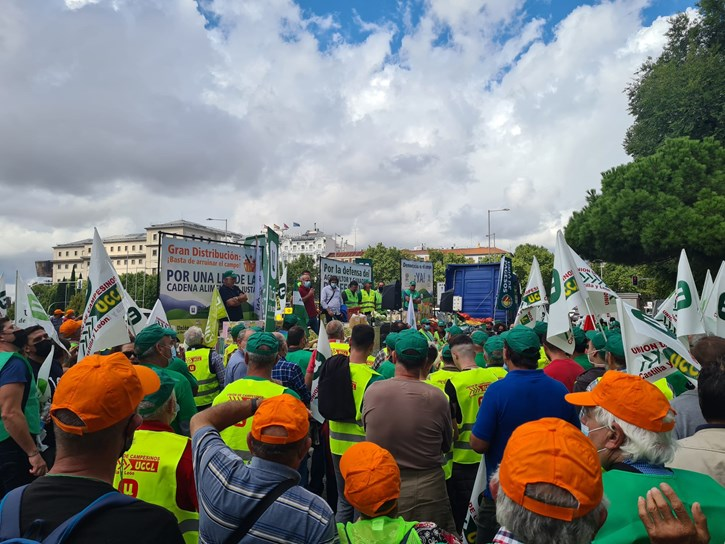
15 09 2021. En defensa del agricultor y ganadero profesional, la democracia en el campo y una cadena alimentaria justa.